# Réseau émeraude
Ne doit pas être confondu avec Ensemble mobile écoute et recherche automatique des émissions.
Pour un article plus général, voir Convention relative à la conservation de la vie sauvage et du milieu naturel de l'Europe.

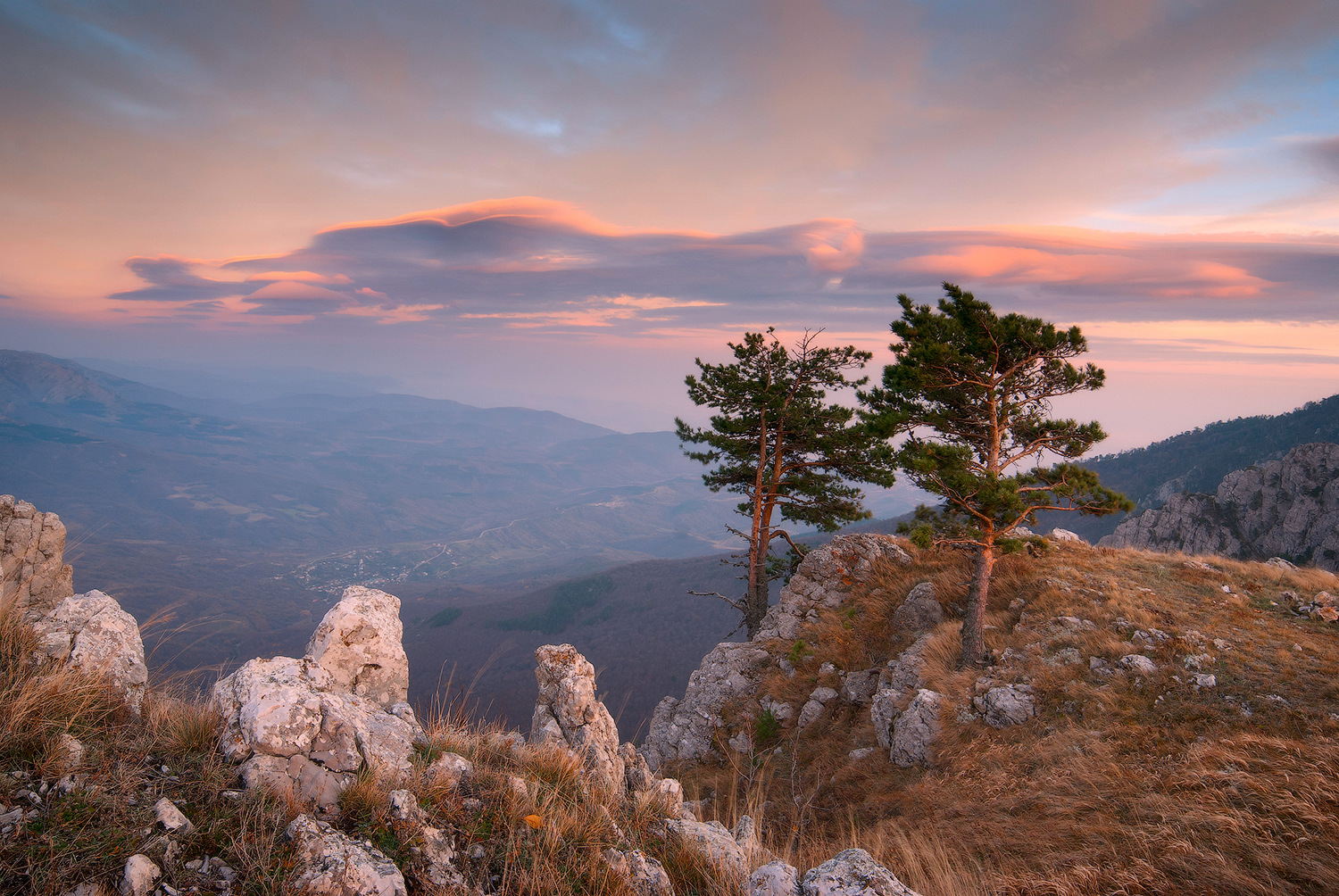
Zone d'intérêt spécial pour la conservation en Ukraine, la réserve naturelle de Crimée est occupée par la Russie depuis 2014.

Le réseau émeraude est un réseau d'aires protégées, dénommées zones d’intérêt spécial pour la conservation, mises en place dans le cadre de la convention de Berne de 1982. Initialement imaginé par le conseil de l'Europe, il s'étend, aujourd'hui, également sur des pays non-européens.
Selon le WWF, le réseau émeraude est l'équivalent du réseau Natura 2000 dans les pays ne faisant pas partie de l'union européenne.
C'est un des éléments de la stratégie européenne pour la biodiversité, qui s'appuie aussi sur :
- le réseau écologique paneuropéen (econet : Ecological Network) ;
- le diplôme européen des espaces protégés;
- une coopération avec les autres réseaux d'espaces protégés dans le monde ou localement en Europe.

## Histoire

La convention de Berne a été signée par les 46 États membres du conseil de l'Europe, ainsi que l'Union européenne, Monaco, le Burkina Faso, le Maroc, la Tunisie et le Sénégal. Par ailleurs, l'Algérie, la Biélorussie, la Bosnie-Herzégovine, le Cap-Vert, le Vatican, Saint-Marin et la Russie sont non-signataires mais ont un statut d'observateur qui les invite à contribuer au réseau.

La convention de Berne, entrée en vigueur le 1er juin 1982, prévoit la création de Zones d’Intérêt Spécial pour la Conservation dans tout les États-parties. Cette exigence est précisée dans la recommandation n°16 de 1989, promue par le Conseil de l'Europe.
En 1996 puis en 1998, des listes d'habitats et d'espèces devant servir de base à la création des Zones d’Intérêt Spécial pour la Conservation sont publiées par le comité permanent de la convention. Elles doivent permettre de cibler les efforts des états-partis mais également d'éviter la création d'aires protégées qui ne répondraient pas aux objectifs de la convention de Berne.
En 1998, le réseau pour le développement de la recommandation n°16 sur la création de zones d'intérêt spécial pour la conservation a été rebaptisé Réseau émeraude.
L'Union européenne, en tant que telle, est aussi partie contractante à la convention de Berne. C'est une des motivations de la directive sur la protection des habitats d'intérêt européen (directive habitats de 1992), et de Natura 2000.
En 2004, le Burkina Faso, le Maroc, le Sénégal et la Tunisie ont décidé de rejoindre la Convention et de développer des Zones d’Intérêt Spécial pour la Conservation sur leurs territoires, suivant, ainsi, les recommandations du Sommet mondial sur le développement durable qui s'est tenu à Johannesbourg en 2002. En 2008, c'est au tour de l'Arménie de signer la convention.
Les critères précis pour l'évaluation des propositions nationales de sites n'ont été adoptées qu'en 2010 après de longues tractations, et rapidement modifiées en 2013.
La constitution du réseau devait être achevée en 2020, mais a pris du retard dans plusieurs pays.

## Aires protégées

### Principes
Le réseau émeraude reprend les mêmes principes que le réseau Natura 2000, et propose leur extension aux pays périphériques à l'Union européenne, afin d'en garantir la cohérence et le bon fonctionnement écologique, global et local.

### État des lieux par pays

#### Union européenne

L'Union européenne considère répondre aux exigences de la convention de Berne au travers du réseau Natura 2000.
En décembre 2018, l'Union européenne comptait 5 646 zones de protection spéciale (ZPS) pour les oiseaux sur une superficie de 843 245 km2, et 24 191 zones spéciales de conservation (ZSC) (dont les pSIC, SIC) pour les habitats et les espèces sur une superficie totale de 1 051 569 km2, ce qui représente 18 % de la surface terrestre et marine du territoire de l'Union européenne.

#### Arménie
L'Arménie a inscrit 23 zones d'intérêt spécial pour la conservation, pour un total de 10 826,2 Km2, ce qui représente un tiers de son territoire national.

#### Norvège
La Norvège a fait une première proposition de 11 sites pilotes en 2006, qui ont tous été approuvés par le comité permanent de la Convention.

#### Royaume-Uni
Avant le Brexit, le Royaume-Uni répondait à ses obligation au titre de la convention de Berne via ses sites du réseau Natura 2000. Depuis novembre 2021 (18e conférence des parties), l'ensemble des sites Natura 2000 britanniques a été adopté par le réseau émeraude.

#### Suisse
Le 24 octobre 2002, le WWF et Birdlife suisse ont présenté une cartographie des zones qui pourrait rejoindre le réseau Emeraude, sur la base d'un travail lancé quelques années auparavant. Ce qui a conduit la Confédération à proposer une première liste de 37 sites candidats au comité permanent de la convention de Berne, lequel a validé la liste en 2012.
En 2019, la Suisse a classé 1,6% de son territoire national comme zones d’intérêt spécial pour la conservation. Considérant ces résultats insuffisants, alors que la constitution du réseau devait être achevée en 2020, le comité permanent a exhorté la Suisse à désigner d'autres aires protégées.

#### Ukraine
Le réseau Émeraude en Ukraine compte 271 sites, soit 10% de la surface du pays.

#### Hors d'Europe
Divers oiseaux, mammifères (marins) et insectes sont de grands migrateurs et vivent à la fois en Afrique et en Europe. Il est donc cohérent d'étendre la stratégie de conservation et de gestion en réseau d'habitats en Afrique et à la grande zone du paléarctique nord-occidental pour ce qui concerne la plupart des oiseaux.
Une action concertée de protection de la diversité génétique des espèces, et de leurs habitats, visant aussi à lutter contre la chasse et le commerce illégal relève d'un intérêt général et commun aux deux continents.